# 下關東似美花介
下關東似美花介（学名：Paracytheridea shiaguandonga）为似美花介科似美花介屬下的一个种。